# Lilla Marsjön
Lilla Marsjön är en sjö i Marks kommun i Västergötland och ingår i Viskans huvudavrinningsområde.